# 瓦薩 (北卡羅萊納州)
瓦薩（英語：Watha）是一個位於美國北卡羅萊納州彭德縣的城鎮。

## 人口
根據2020年美國人口普查的數據，瓦薩的面積為3.52平方千米，皆為陸地。當地共有人口181人，而人口密度為每平方千米51人。